# Огонбаев, Атай
Атай Огонбаев (31 октября 1900, с. Кёк-Кашат (ныне Таласского района Таласской области Кыргызстана) — декабрь 1949, Талас) — киргизский советский композитор и народный певец, виртуоз-комузист. Основатель (1939) и руководитель (до 1941) Ансамбля комузистов Киргизской ССР. Народный артист Киргизской ССР (1939).

## Биография
Игре на комузе и пению обучался у Токтогула Сатылганова. В 1940 окончил курсы композиторов-мелодистов в Москве.
В 1935—1936 — артист Киргизского государственного театра, с 1936 — солист Киргизской филармонии.

## Творчество
В историю национальной музыки Атай Огонбаев вошёл как виртоуз-комузист и акын - мастер кыргызского народного пения. Его игра отличалась высочайшей техничностью. В этом плане он стоит особняком среди других известных комузистов. Как исполнитель он знал десятки всевозможных приемов игры и исполнял, по словам В. С. Виноградова, «всеми пальцами правой руки, одним пальцем, щипком, щелчком у подставки, у грифа, круговым вращательным движением кисти, сверху вниз, снизу вверх и т. д. Он играл, положив комуз на плечо, на голову, заложив его за спину, вращая его вокруг туловища, поражая слушателей виртуозной техникой».
Тонкий, проникновенный лирик-песенник. Он создал множество любовно-лирических песен, широко популярных в народе. Его песни «Куйдум чок», «Ой булбул», «Гул» стали шедеврами кыргызской песенной лирики.

## Избранные сочинения
- пьесы для комуза (или ансамбля комузистов), в том числе «Маш ботой», «Кара озгой», «Маш камбаркан», «Чон кербез», «Кыз кербез», «Чайкалма», «Ак тамак кок тамак»;
- для голоса и комуза — песни, в том числе «Песня о Ленине», «Памяти Ленина», «Песня о Панфилове», «Тоска», «Молодежь», «Молодые наездники», «Помню», «Цветок», «О, соловей», «Сгораю от любви».

## Награды
- Орден Трудового Красного Знамени (7 июня 1939) — за выдающиеся заслуги в деле развития киргизского театрального искусства
- Народный артист Киргизской ССР (1939)

## Память
- Имя Атая Огонбаева носит населённый пункт в Калбинском аильном округе Таласского района Таласской области Кыргызстана.
- В честь Огонбаева названа одна из улиц в Бишкеке.
- В 2000 году почта Кыргызстана выпустила марку посвящённую композитору Атаю Огонбаеву.